# 12e corps d'armée (Allemagne)
Pour les articles homonymes, voir 12e corps d'armée.
Le 12e corps d'armée (en allemand : XII. Armeekorps) était un corps d'armée de l'armée de terre allemande, la Heer, au sein de la Wehrmacht pendant la Seconde Guerre mondiale.

## Hiérarchie des unités
| Nom          | Nbre d'hommes       | Unités subalternes                | Grade de commandement                 |
| ------------ | ------------------- | --------------------------------- | ------------------------------------- |
| Heeresgruppe | + 300 000           | 2 à + Armeen (Armées)             | Generaloberst ou Generalfeldmarschall |
| Armee        | + 100 000 - 300 000 | 2 à + Armeekorps (Corps d'armées) | General ou Generaloberst              |
| Armeekorps   | + 30 000 - 80 000   | 2 à + Divisionen (Division)       | Generalleutnant ou General            |
| Division     | + 10 000 – 20 000   | 2 à 6 Brigaden (Brigade)          | Generalmajor ou Generalleutnant       |
| Brigade      | + 3 000 – 5 000     | jusqu'à 3 Regimentern (Régiment)  | Oberst ou Generalmajor                |

## Historique
Le XII. Armeekorps est formé le 1er octobre 1936 à Wiesbaden dans le Wehrkreis XII.

Il est détruit à Minsk le 7 juillet 1944 et est reformé en mars 1945. Il capitule face aux troupes américaines près de Pilsen en mai 1945

## Organisation

### Commandants successifs
| Date                              | Grade                  | Commandant            |
| --------------------------------- | ---------------------- | --------------------- |
| 4 février 1938 - 9 avril 1940     | General der Infanterie | Walter Schroth        |
| 9 avril 1940 - 17 juin 1940       | Generaloberst          | Gotthard Heinrici     |
| 17 juin 1940 - 19 février 1942    | General der Infanterie | Walter Schroth        |
| 19 février 1942 - 18 février 1943 | General der Infanterie | Walther Graeßner      |
| 18 février 1943 - Septembre 1943  | General der Infanterie | Kurt von Tippelskirch |
| Septembre 1943 - Septembre 1943   | Generalleutnant        | Edgar Röhricht        |
| Septembre 1943 - 4 juin 1944      | General der Infanterie | Kurt von Tippelskirch |
| 4 juin 1944 - 7 juillet 1944      | Generalleutnant        | Vincenz Müller        |
|                                   | Reformation mars 1945  |                       |
| 28 mars 1945 - 8 mai 1945         | General der Artillerie | Herbert Osterkamp     |

### Chef des Generalstabes
| Date                                | Grade                 | Commandant                   |
| ----------------------------------- | --------------------- | ---------------------------- |
| 1er octobre 1936 - 10 novembre 1938 | Generalmajor i.G.     | Hans-Heinrich Sixt von Armin |
| 10 novembre 1938 - 26 août 1939     | Generalmajor i.G.     | Friedrich Mieth              |
| 26 août 1939 - 10 septembre 1939    | Oberst i.G.           | Maximilian Grimmeiß          |
| 10 septembre 1939 - 1er juin 1940   | Oberst i.G.           | Hans-Joachim von Horn        |
| 1er juin 1940 - 25 octobre 1940     | Oberstleutnant i.G.   | Ferdinand Jodl               |
| 25 octobre 1940 - 3 mars 1942       | Oberstleutnant i.G.   | Siegfried von Waldenburg     |
| 3 mars 1942 - 13 mars 1942          | Oberst i.G.           | Kurt Lottner                 |
| 14 mars 1942 - 10. Dezember 1942    | Oberst i.G.           | Fritz Ulrich                 |
| 10 décembre 1942 - 17 août 1943     | Oberst i.G.           | Herbert Köstlin              |
| 18 août 1943 - 14 décembre 1943     | Oberst i.G.           | Paul Reichelt                |
| 14 décembre 1943 - 10 juin 1944     | Oberst i.G.           | Willy Deyhle                 |
|                                     | Reformation mars 1945 |                              |
| 28 mars 1945 - 8 mai 1945           | Generalleutnant i.G.  | Ernst-Felix Faeckenstedtr    |

### 1. Generalstabsoffizier (Ia)
| Date                             | Grade                 | Commandant                      |
| -------------------------------- | --------------------- | ------------------------------- |
| 1er octobre 1936 - 1er août 1938 | Oberstleutnant i.G.   | Hans-Joachim von Horn           |
| 1er août 1938 - 1er juin 1940    | Oberstleutnant i.G.   | Ferdinand Jodl                  |
| Juin 1940 - Décembre 1941        | Major i.G.            | Hubert Diermayer                |
| Décembre 1941 - Avril 1943       | Major i.G.            | Albrecht Freiherr von Uckermann |
| Avril 1943 - Octobre 1943        | Major i.G.            | Heinz Müller-Lankow             |
| Octobre 1943 - Juillet 1944      | Major i.G.            | Willi Koch                      |
|                                  | Reformation mars 1945 |                                 |
| 28 mars 1945 - 8 mai 1945        | Major i.G.            | Wich                            |

## Théâtres d'opérations
- Pologne : Septembre 1939 - Mai 1940
- France : Mai 1940 - Juin 1941
- Front de l'Est secteur Centre : Juin 1941 - Mai 1944
- Minsk : Mai 1944 - Juillet 1944
- Sud-ouest de l'Allemagne : Juillet 1944 - Février 1945
- Tchécoslovaquie : Février 1945 - Mai 1945

## Ordre de batailles

### Rattachement d'Armées
| Date             | Armée          | Groupe d'Armées    |
| ---------------- | -------------- | ------------------ |
| 1939             |                |                    |
| Septembre        | 1. Armee       | Heeresgruppe C     |
| 1940             |                |                    |
| Janvier          | 1. Armee       | Heeresgruppe C     |
| Septembre        | 4. Armee       | Heeresgruppe B     |
| 1941             |                |                    |
| 1er janvier      | 4. Armee       | Heeresgruppe B     |
| 22 juin          | 4. Armee       | Heeresgruppe Mitte |
| Août             | 2. Armee       | Heeresgruppe Mitte |
| Septembre        | 4. Armee       | Heeresgruppe Mitte |
| Octobre          | Panzergruppe 4 | Heeresgruppe Mitte |
| Novembre         | 4. Armee       | Heeresgruppe Mitte |
| '1942            |                |                    |
| Janvier          | 4. Armee       | Heeresgruppe Mitte |
| 1943             |                |                    |
| Janvier          | 4. Armee       | Heeresgruppe Mitte |
| Septembre        | 9. Armee       | Heeresgruppe Mitte |
| Octobre          | 4. Armee       | Heeresgruppe Mitte |
| 1944             |                |                    |
| Janvier          | 4. Armee       | Heeresgruppe Mitte |
| Reformation 1945 |                |                    |
| Avril            | 7. Armee       | Heeresgruppe G     |
| Mai              | 7. Armee       | Heeresgruppe Mitte |

### Unités subordonnées

#### Unités organiques
- Arko 108
- Korps-Nachrichten-Abteilung 52
- Korps-Nachschubtruppen 412
- Ost-Bataillon 412

#### Unités rattachées
1er septembre 1939
- 15. Infanterie-Division
- 34. Infanterie-Division
- 52. Infanterie-Division
- 79. Infanterie-Division

8 juin 1940
- 75. Infanterie-Division
- 268. Infanterie-Division

8 juin 1941
- 45. Infanterie-Division
- 31. Infanterie-Division
- 34. Infanterie-Division

1er juillet 1941
- 31. Infanterie-Division
- 34. Infanterie-Division

10 août 1941
- 112. Infanterie-Division
- 31. Infanterie-Division

20 août 1941
- 167. Infanterie-Division
- 31. Infanterie-Division
- 112. Infanterie-Division

3 septembre 1941
- 167. Infanterie-Division
- 31. Infanterie-Division
- 34. Infanterie-Division
- 258. Infanterie-Division

15 septembre 1941
- 167. Infanterie-Division
- 31. Infanterie-Division
- 34. Infanterie-Division
- 258. Infanterie-Division
- 1. Infanterie-Division
- 52. Infanterie-Division

27 septembre 1941
- 34. Infanterie-Division
- 258. Infanterie-Division
- 98. Infanterie-Division
- 252. Infanterie-Division

2 octobre 1941
- 98. Infanterie-Division
- 34. Infanterie-Division

2 novembre 1941
- 98. Infanterie-Division
- 34. Infanterie-Division
- 15. Infanterie-Division

2 janvier 1942
- 263. Infanterie-Division
- 17. Infanterie-Division

3 février 1942
- 268. Infanterie-Division
- 17. Infanterie-Division

24 juin 1942
- 263. Infanterie-Division
- 260. Infanterie-Division
- 98. Infanterie-Division
- 268. Infanterie-Division

14 août 1942
- 98. Infanterie-Division
- 15. Infanterie-Division
- 34. Infanterie-Division

22 décembre 1942
- 260. Infanterie-Division
- 268. Infanterie-Division

7 juillet 1943
- 267. Infanterie-Division
- 260. Infanterie-Division
- 268. Infanterie-Division

26 décembre 1943
- 131. Infanterie-Division
- 35. Infanterie-Division
- Korps-Abteilung D
- 342. Infanterie-Division

15 mai 1944
- 18. Panzergrenadier-Division
- 267. Infanterie-Division
- 260. Infanterie-Division

## Sources
- XII. Armeekorps sur Lexikon-der-wehrmacht.de